# Jean-Pierre Rousseau
Pour les articles homonymes, voir Rousseau.
Jean-Pierre Rousseau, né le 26 décembre 1955 à Niort, est une personnalité du monde de la musique classique et de la radio.
Il a été directeur du Festival Radio France Occitanie Montpellier de septembre 2014 au 31 juillet 2022.
Il est conciliateur de justice (fonction bénévole) assermenté auprès de la Cour d'Appel de Versailles dans le ressort du Tribunal judiciaire de Pontoise.
Il collabore au site de musique classique en ligne Bachtrack (en).

## Engagements publics
Après des études à l'Université de Poitiers - Licences d'Allemand et de Droit, DEUG de Russe - et au Conservatoire (diplôme de piano) de la ville, il collabore, de 1977 à 1986, avec plusieurs personnalités politiques (Jean Lecanuet) au Sénat (Jean Cluzel) et à l'Assemblée nationale (Jean-Pierre Abelin, Yves Sautier)
De 1989 à 1995, il est maire-adjoint chargé de la culture, de la jeunesse et de la vie associative à Thonon-les-Bains, dont il reste conseiller municipal jusqu'en 1999.
Jean-Pierre Rousseau a été fait, en 2004, Chevalier de l'Ordre National du Mérite, sur proposition de Michel Barnier, ministre des Affaires étrangères. De 2012 à 2014, il a été Consul honoraire de France à Liège (Belgique). Il est Citoyen d'honneur de la ville de Liège

## Parcours professionnel

### 1986-1993: Radio Suisse romande
Engagé comme Producteur responsable de la musique symphonique, Jean-Pierre Rousseau produit à la fois des émissions sur ESPACE 2 et des concerts de l'Orchestre de la Suisse romande (la Radio suisse étant un des partenaires institutionnels de l'Orchestre). Il fonde, en décembre 1987, aux côtés de François Hudry et Pierre Gorjat, l'émission de critique comparée de disques Disques en lice - qui a fêté son 25e anniversaire en octobre 2012. Il est tour à tour chef des émissions musicales puis chef de la production musicale, chargé notamment de renégocier l’engagement de la RSR dans les orchestres romands (OSR et Orchestre de chambre de Lausanne). Il quitte la Radio Suisse Romande lorsque Claude Samuel, directeur de la musique de Radio France, l'appelle à la direction de France Musique et du programme musical de France-Culture à l'été 1993.

### 1993-1999: France Musique
En six ans, Jean-Pierre Rousseau a profondément renouvelé la grille et le personnel de France Musique, politique qui a permis à la chaîne de voir son audience s'accroître de 10 % sur la période, dans un contexte déjà très marqué par la concurrence de Radio Classique. Un grand nombre des jeunes producteurs recrutés sous sa direction sont toujours en activité (Lionel Esparza, François-Xavier Szymczak, Anne-Charlotte Rémond, Anne Montaron, Bruno Letort, etc.). La priorité est alors mise sur la lisibilité de la grille, la musique vivante (chaque jour une émission en direct avec des artistes de toutes disciplines), la mémoire retrouvée de grands anciens retirés de la scène. De nouveaux partenariats sont engagés entre la chaîne et l'Opéra de Paris, le festival d'Aix-en-Provence, l'Orchestre de Paris, plusieurs festivals comme La Folle Journée de Nantes, Musique à l'Empéri, etc.[réf. nécessaire]

### 1999-2014: Orchestre philharmonique royal de Liège et Salle Philharmonique de Liège
Après le départ précipité de Pierre Bartholomée (directeur de l'Orchestre philharmonique royal de Liège de 1977 à 1999), l'Orchestre crée le poste de Directeur général et le confie, au terme d'un appel à candidatures international, à Jean-Pierre Rousseau, qui entreprend une profonde restructuration de l'institution. Il transforme celle-ci en entreprise culturelle, met l'accent sur le renouveau artistique, les nouveaux modes d'accès des plus larges publics à la musique classique, élargit la programmation de la Salle Philharmonique de Liège à de nouveaux répertoires (baroque, musiques du monde, jazz, comédie musicale, etc.) 
Il fait appel à de fortes personnalités pour la fonction de Directeur Musical : Louis Langrée (2001-2006), Pascal Rophé (2006-2009), François-Xavier Roth (2009-2010), Christian Arming (2011-2019), crée de nouvelles séries comme Le Dessous des quartes, Écouter la musique, À travers sons, Les samedis en famille, Music Factory, Ecouter la musique, et à l''occasion de la Fête de la musique, institue la Classic Academy qui distingue les meilleurs jeunes musiciens de la Belgique francophone.
L'Orchestre accomplit plusieurs tournées internationales (Allemagne, Suisse, Espagne, Amérique du Sud, Autriche, Croatie, France - il se produit trois fois en moins de dix ans au Musikverein de Vienne, 2005, 2011, 2014), enregistre une trentaine de disques essentiellement dévolus à la création, au répertoire français et belge, pour plusieurs labels renommés (Naïve, BIS, Cypres, Musique en Wallonie, Accord/Universal, etc.).
À l'occasion du cinquantenaire de la création de l'Orchestre, Jean-Pierre Rousseau entreprend la réalisation d'une part d'un livre très richement illustré, d'autre part d'un luxueux coffret de 50 CD reprenant la presque totalité des enregistrements commerciaux de l'orchestre

### 2014-2022: Festival Radio France Occitanie Montpellier
En 2014, le nouveau PDG de Radio France, Mathieu Gallet l'appelle à la direction de la Musique de Radio France. Jean-Pierre Rousseau quitte ses fonctions en mai 2015 à la suite de la longue grève qui a touché Radio France, mais demeure directeur du Festival Radio France Occitanie Montpellier
L'édition 2015 du Festival célèbre « #30ansdamour », le 30e anniversaire d'une manifestation culturelle unique en Europe, en rassemblant les artistes que le Festival a révélés (comme Fazıl Say), mais aussi la jeune génération de musiciens nés en 1985 (comme David Kadouch). Le succès public et critique est spectaculaire : plus de 120 750 spectateurs pour plus de 200 manifestations (dont 90% gratuites),.
L'édition 2016 sous l'égide du « Voyage d'Orient » attire plus de 101 000 spectateurs malgré plusieurs annulations consécutives à la terrible attaque de Nice le 14 juillet 2016. L'édition 2017 évoque les Révolution(s) un siècle après la révolution russe.
L'édition 2018 du Festival Radio-France propose une première mondiale, en partenariat avec France Musique : l'intégrale des 555 sonates de Domenico Scarlatti en 35 concerts, par 30 clavecinistes (Frédérick Haas, Lars Ulrik Mortensen, Jean Rondeau, etc.) en 13 lieux exceptionnels de la région Occitanie, comme le château d'Assas, où Scott Ross acheva le premier enregistrement des 555 sonates il y a trente ans et où il est inhumé.
L'édition 2019, la 35ème du Festival Radio France Occitanie Montpellier rassemble 101 400 spectateurs. L'édition 2020 du Festival est annulée du fait des incertitudes liées à la crise sanitaire du Covid-19.
Elle est remplacée par un "Festival autrement" et l'organisation de 12 concerts en plein air. Après les annonces de Roselyne Bachelot, Jean-Pierre Rousseau confirme sur le site du Festival Radio France Occitanie Montpellier que l'édition 2021, du 10 au 30 juillet 2021, sera placée "sous le signe de la fête"Malgré les incertitudes liées à la crise sanitaire, la mise en place du passe sanitaire, cette édition particulière rencontre le succès du public. A l'issue de l'édition 2022 centrée sur la musique du Royaume UniJean-Pierre Rousseau quitte la direction du Festival.
23 juillet 2022 : Finale du Concours Eurovision Jeunes Musiciens / EBU Eurovision Young Artists
Jean-Pierre Rousseau était chargé d'organiser à Montpellier, pour la première fois en France, la finale du Concours Eurovision des Jeunes Musiciens, dans le cadre du Festival Radio France, en partenariat avec CultureBox et France Musique. Il a participé au jury du Concours présidé par Mūza Rubackytė, aux côtés de Tedi Papavrami, Christian-Pierre La Marca, Nora Cismondi. Le jury a désigné comme 1er prix du concours le violoniste tchèque Daniel Matejča.

### 2022 - Critique musicale
Jean-Pierre Rousseau a été l'un des cofondateurs, en 1987,  avec François Hudry de l'émission de critique de disques Disques en Lice à la Radio Suisse Romande (émission supprimée en 2020) . Il a ensuite collaboré occasionnellement aux émissions de même nature sur France Musique et Musiq3. Mais l'exercice de la critique musicale lui était difficile, voire impossible, en raison de ses responsabilités de directeur d'orchestre ou d'organisateur de festival. Après une participation au site Forumopera (50 articles), il contribue désormais au plus important site de musique classique en ligne Bachtrack (en). Il signe sa 100e critique sur Bachtrack.fr en février 2025